# Kavachi

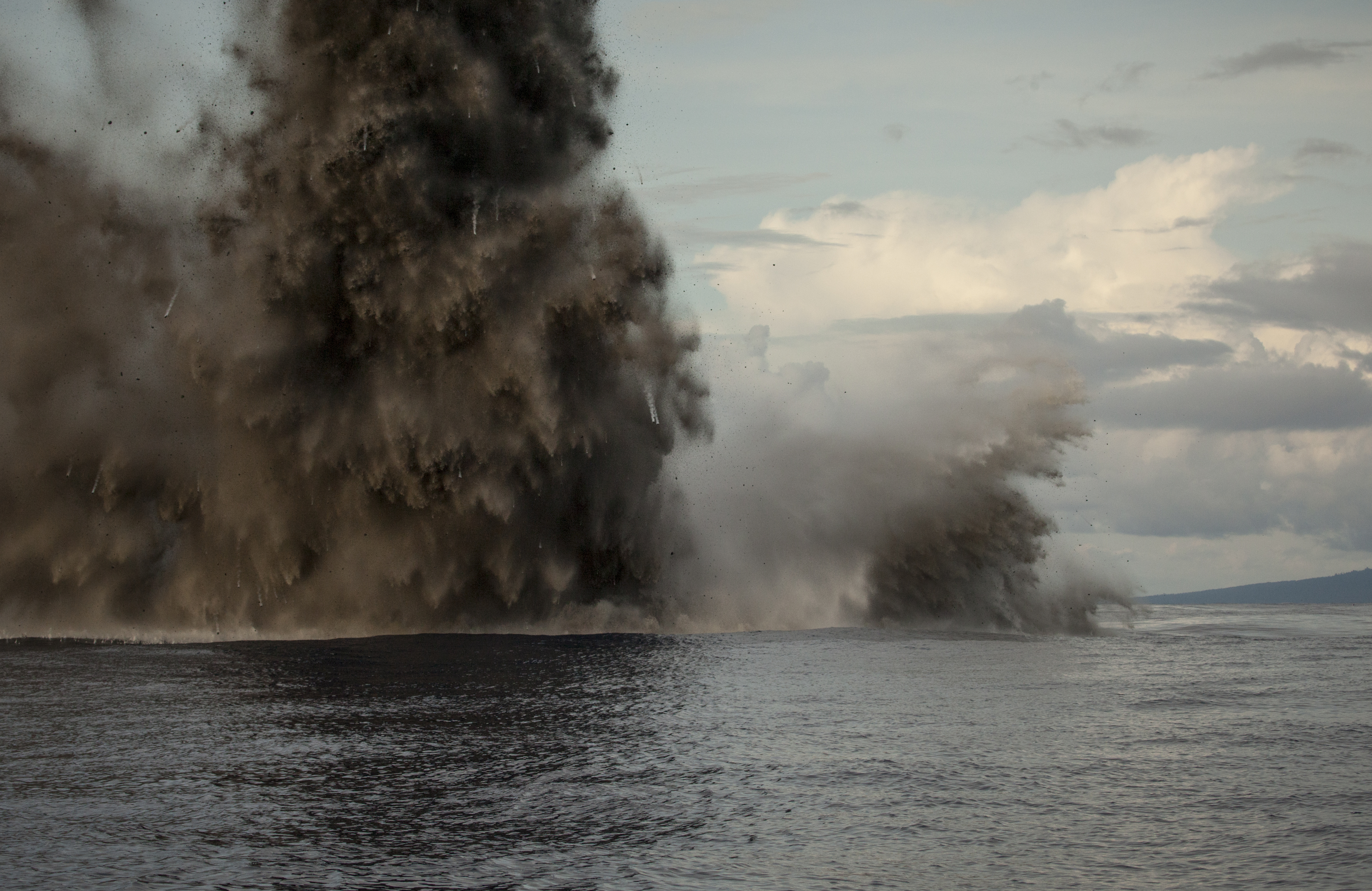
Kavachi és un volcà submarí actiu que es troba a uns 25 m sota la superfície de l'oceà. Situat a uns 50 NM de l'illa Nggatokae, Kavachi de vegades pot formar una illa de terra que normalment és destruida per les onades. En aquesta imatge, el volcà es troba en erupció.

Kavachi és un dels volcans submarins més actius de l'oceà Pacífic sud-oest. Situat al sud de l'illa Vangunu a les Illes Salomó, rep el nom d'un déu del mar dels illencs del Grup de Nova Geòrgia i es coneix localment també com a Rejo te Kavachi ("forn de Kavachi"). El volcà, que es troba a una distància variant d'uns 20 metres sota el nivell del mar (-20 msnm), ha emergit del mar nombroses vegades i s'ha acabat erosionat fins a submergir-se de nou almenys vuit vegades des de la seva primera erupció registrada el 1939.

## Geografia
El maig de 2000, un equip d'investigació internacional a bord del vaixell d'investigació CSIRO FRANKLIN va fixar la posició del volcà a 8°59,65'S; 157°58,23'E. En aquell moment, el cràter del volcà estava sota el nivell del mar, però les seves erupcions freqüents expulsaven lava fosa fins a 70 metres sobre el nivell del mar i columnes de vapor sulfurós fins a 500 metres. L'equip va cartografiar una estructura cònica que s'eleva des dels 1.100 metres de profunditat amb una diàmetre a la base d'uns 8 quilòmetres.

## Erupcions
Quan el volcà va entrar en erupció l'any 2003, es va formar una illa de 15 metres sobre el nivell del mar a la superfície, però va desaparèixer poc després. Es va observar i informar d'activitat eruptiva addicional el març de 2004 i l'abril de 2007. L'activitat volcànica més recent es pot inferir a partir d'observacions d'aigua descolorida al voltant del volcà, el 2020 i el gener de 2021.

## Vida marina
L'any 2015, es va trobar vida salvatge marina vivint dins del cràter de Kavachi, inclòs el tauró martell comú, el tauró sedós i la raia de sis branquies.